# Népi műemlékegyüttes (Szalafő-Pityerszer)

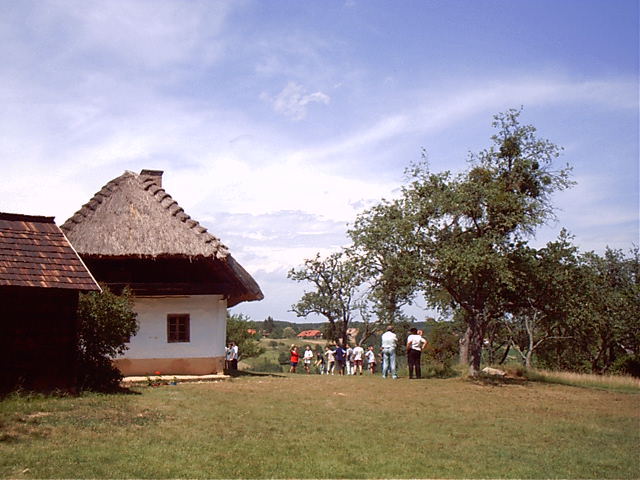
Őrségi skanzen Pityerszeren

Szalafő az Őrség központjától, Őriszentpétertől 8 km-re északnyugatra fekvő múzeumfalu. A legarchaikusabb őrségi település. Nyolc, egymástól távol eső szerből áll. Ezek legszebbike a Pityerszer, ahol eredeti helyen, falumúzeumi keretek között láthatóak a népi építészet szép emlékei. Kerített ház, emeletes kástu, kontyos házak. Mindez páratlan látvány az ide látogatóknak.

## A szeres településforma, kialakulása és fejlődése

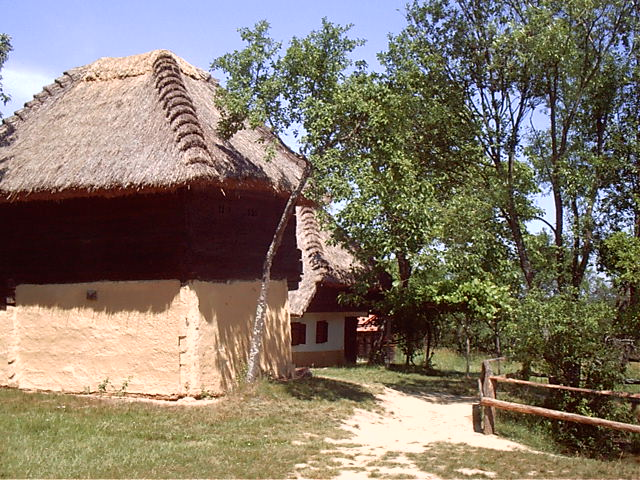
Gazdasági épület (kástu) az őrségi skanzenben

Az itteni településformák közül kiemelt figyelmet érdemel a szeres település. A őrségi szeres településforma megóvása érdekében a Vas Megyei Múzeumok Igazgatósága 1970-ben Szalafő-Pityerszeren 3 portát vásárolt meg 10 épülettel 3926 négyszögöl területtel, a hozzátartozó gyümölcsössel és 2 db vízgyűjtő tókával együtt. A cél az volt, hogy a helyreállított épületekben az eredeti funkciónak megfelelően berendezett szabadtéri néprajzi múzeum jöjjön létre. A műemlékegyüttes létrehozásával és megőrzésével Vas megye országosan követendő példát mutatott.
A szűkebb értelemben vett Őrséghez 18 település tartozik. Az egykori őrtállók a dombok tetején, erdei irtásokon alakították ki a telephelyeiket, amelyekből létre jöttek a későbbi időkben a szerek. Ezek egymástól több kilométerre fekszenek. Az őrségi települések többsége 2-4 szerből áll, kivéve Szalafő, mely 7 és Őriszentpéter ami 8 szeren épült ki.
Pityerszer nevét valószínűleg a pityer nevű madártól kapta, (amely itt nagyobb tömegben volt otthonos, mások szerint a pacsirtáról). A szabadtéri falumúzeum, megőrizte a régi életmódot. Az épületeket eredeti állapotuknak megfelelően állították helyre. Nevezetességei, az ún. "kerített ház" és az emeletes kástu, amely az országban ma már csak egyedül itt létezik. A kástu mellett látható az úgynevezett tóka, amit az itatóvíz gyűjtésére és tárolására ástak. Ha a szükség úgy kívánta, vizét főzésre is felhasználták.
A szelíden hullámzó dombvidéken jellegzetes településszerkezet alakult ki. A néhány házból álló dombtetői településrészek a „szerek” , amelyek laza együttese alkotta az egyes településeket. Az itt élő emberek évszázadok alatt alakították ki a táj mozaikos képét, apró parcellás gazdálkodásukkal, a tájba simuló épületeikkel. Megőrizve a természetet és fenntartva annak változatosságát. Hagyományos építőanyaguk a fa. A boronaházas építésű házakat a 19. században váltották fel az oszlopokon nyugvó, kiugró tornáccal ellátott un. kódisállásos házak. A legszebbek :Szalafőn és Pankaszon láthatók.
A terület legősibb háztípusa a füstősház. Ennek egyetlen, nagyméretű, fűthető helyisége volt. Ez a mai konyhának felelt meg, tüzelőpadkás kemencével és deszkás tolóablakokkal. Itt elfért a nagy család minden tagja. Egyszerű berendezése az alapvető életfunkciók kiegészítését szolgálta. A kemence egyszerre szolgált fűtésre, sütésre és főzésre. A füsttelenítése megoldatlan volt, mert a tüzelőpadkáról illetve a tűzhelyből kiömlő füst a lakótérben terjengett és az ajtó felső részén vagy a felette lévő füstnyílásokon, és a deszkás tolóablakokon keresztül távozott a szabadba. A 18. században az Őrségben a szegényebb családok használatában voltak a füstösházak. Ebben a típusban a szoba és a konyha nem különült el egymástól. Más helyiségek viszont csatlakoztak a lakáshoz: kamrák, istállók, ólak, pajták.
A két tüzelővel (a cserépkályhás szobával és a tüzelőpadkás kemencével ellátott lakóházak) a módosabb, vagyonosabb családoknál már a 17. század végén létrejöttek. A füstöskonyhás-szobás háztípus a 19. század közepére teljesen kiszorította a füstösházat. Ezeket a házakat a 19. század első évtizedeiben kezdték átépíteni az un. mászókéményes tüzelőberendezés alkalmazásával. A füstösházak és füstöskonyhás lakóépületek kémény nélküliek. A szoba nélküli házakban a kemence a kamra felőli sarokban állt, a füstöskonyhában, viszont a szoba felőli sarokban, hogy a tüzelőpadkáról fűthessék a szobai kályhát is. A szabadkémény alkalmazása az Őrséget alig érintette. Az Őrségben a füstöskonyhát konyhai mászókéményes tüzelőberendelés váltotta fel, amely a konyha szoba felőli sarkában háromszög formájú alapon, majdnem a mennyezetig felfalazva, magában egyesítette a kemencét, a falba rakott sparheltet sütővel, a katlant, a húsfüstölőt és mellette helyezkedett el a szobai cserépkályha tüzelőnyílásának ajtaja is.

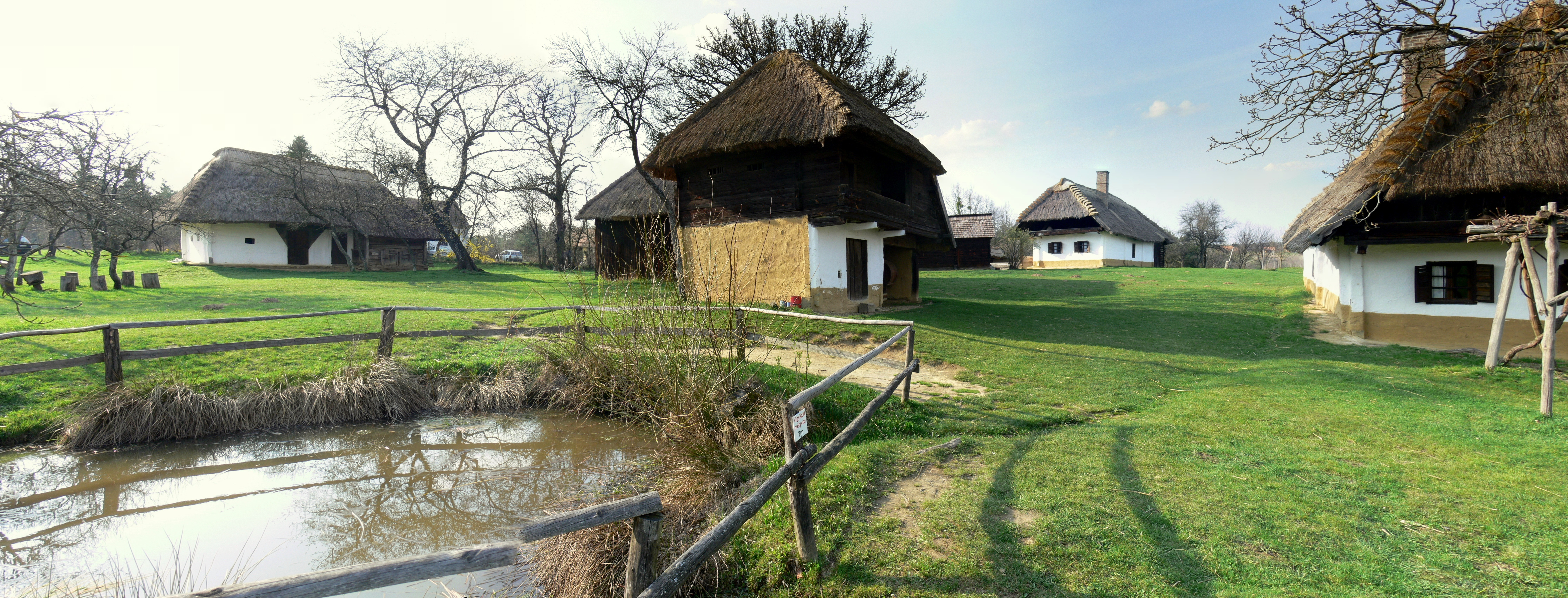
A skanzen látképe

Magyarországon az Őrség az egyetlen tájegység, melynek területén a lakosság a honfoglalás óta egy helyben él. Ez a terület szinte lakatlan, hatalmas erdőterület volt. A határőrvidék ezen része még a középkorban is a gyepűvonalhoz tartozott. Az őrállók, mint a király népei saját fegyvereikkel védték a nyugati határt. A 17. század közepén - a tiltakozásuk ellenére - jobbágysorba kényszerítették őket. Két évszázadon keresztül küzdöttek az eredeti kiváltságaik visszaszerzéséért, de véglegesen csak az 1848-as jobbágyfelszabadítás hozott eredményt.

## A pityerszeri porták látnivalói

### Az 1. számú porta nevezetességei
A szobás-konyhás, kamrás, boronafalú, zsúpfedeles lakóház a 19. században épült. Ollólábas, szelemenes tetőszerkezetű és csonkakontyos deszkaoromzattal hátul lekontyolt ház volt az 1870-es évekig. A mostani cseréptetős istállós, pajta helyén kamra, pajta, ólak helyezkedtek el. A jelenlegi cseréptetős ól helyén pedig marhaistálló volt. Ezt a zártságot a későbbiekben a gazdasági épületek egyes helyiségeinek lebontásával megszüntették. A kémény nélküli füstkonyhát csak az 1910-es évek elején alakították át mászókéményes tüzelőberendezéssé. A lakóház helyiségeinek ajtaja a tornácról nyílik.
A konyhában lévő fekvőhelyek igazolják - az őrségi gyakorlatnak megfelelően -, hogy hálóhelynek is használták. A helyiségek bejárata - a pince kivételével - a tornácról nyílik., a kétszárnyú pajtakapu pedig az udvar irányából. A lakóházzal párhuzamosan helyet foglaló négyrészes deszkafalu, cseréptetős sertésólat az 1930-as években építették. A porta legértékesebb épülete: az emeletes kástu.
Az emeletes kástu mellett kertelt vízgyűjtő tóka található. E porta tartozéka a pajta, amely a 20. század elején épült. Az egyszerű pajta hosszanti oldalain, egy-egy kétszárnyú kapu tette lehetővé a szekerek átjárását. A kástu felőli kiskapu mellett személybejáróként szolgáló kis ajtó is látható.

### A 2. számú porta érdekességei

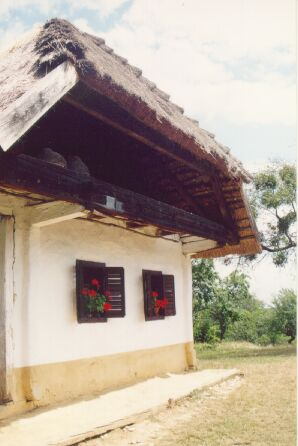

A népi építészet szempontjából a porta legérdekesebb épülete a három oldalról kerített ház. A 19. század elején épült keresztvéges boronafalakkal, ollólábas, szelemenes tetőszerkezettel, zsúpfedéssel. A szoba és az istállói homlokzaton csonkakontyos, nyitott oromzattal. A padlástérben a nyitott oromzatnál fonott méhkas, a szelemenre akasztott deszkából összeszegezett 2 darab füstölthústartó (a húsaggató) áll. Az udvar egyik oldalán a szoba, konyha, kamra és a pajta, a hátulsó részen két ól és egy istálló található. Az istálló mellett favágószín található. Az épület U alakban egy belső udvart zár körül, amely egykor trágyadomb volt. Régebben a negyedik oldal is zárt volt és itt egy zsúpfedeles nagy kapu volt.
Teljes gazdaság volt egy épületen belül. A gazda a tornácon keresztül - a kástu kivételével mindenét elérhette anélkül, hogy kilépett volna a házból. 1946-ig kémény nélküli füstöskonyhás ház volt. A szoba felőli sarokban álló tüzelőpadka kemencéjét csak akkor alakították át mászókéményes tüzelőberendezésre. Az egyes helyiségek ajtaja a tornácról nyílik. A berendezési tárgyak zömmel a 20. század fordulója utáni időszakot dokumentálják.
Az istállók és az ólak kivételével minden helyiség földes padozatú, ami arra utal, hogy az őrségi ember az állatait, szinte jobban védte, gondozta mint önmagát. Ez abban is nyomon követhető, hogy a gazdasági épületeket előbb korszerűsítette, mint a lakóházakat.
A 3-as számú ház bejárata illetve egykori kapuja előtt egy fazsindellyel fedett, földszintes kástu helyezkedik el., amely fontos és féltett tartozéka volt a háznak. Ebben helyezték el a család életbiztonságára szolgáló élelmiszereket és az újratermelést biztosító vetőmagvakat.

### A 12. számú porta leírása

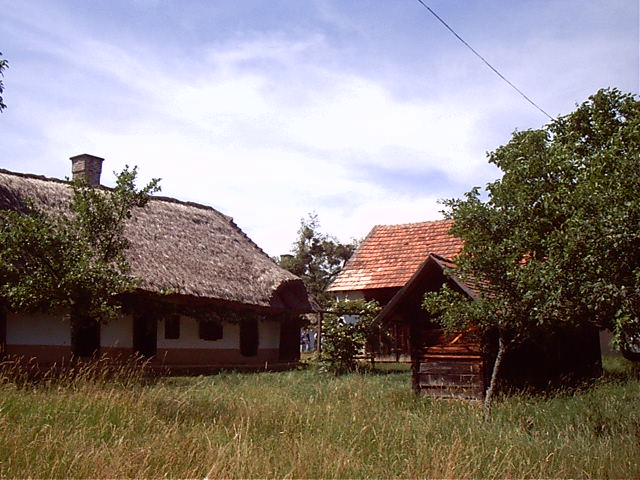
Zárt udvar a Pityerszeren. (Néhány épületet már lebontottak, ezért látszik nyitottnak a tér.)

A főútvonal másik oldalán álló, 12. számú lakóházat 1899-ben hozták át a Gyöngyösszerből. Az eredeti helyén is három oldalról kerített, azaz tekerikes füstös-konyhás ház volt. E háznak napjainkra csak a lakórésze maradt meg, a többit fokozatosan lebontották. Utolsónak az istállót 1946-ban.
Ez a lakóház is ollólábas, szelemenes tetőszerkezetű, elől csonkakontyos nyitott oromzattal, hátul lekontyolt, zsúpfedeles sározott zsúppal. Alaprajza: szoba, konyha és kamra. A helyiségek bejárata itt is a tornácról nyílik. 1914-ig ez is kémény nélküli füstöskonyhás ház volt, a szoba felőli oldalon beépített fekvőkemencével, előtte tüzelőpadkával, ahonnan a szobai cserépkályhát is fűtötték. A régi kemence helyére mászókéményes tüzelőberendezést építettek, a szobai cserépkályhát lebontották. A ház berendezése a 20. század első évtizedeinek állapotát tükrözi.
Az adatok szerint évente közel 50-60 ezer ember keresi fel a pityerszeri népi műemlékegyüttest.

## Galéria

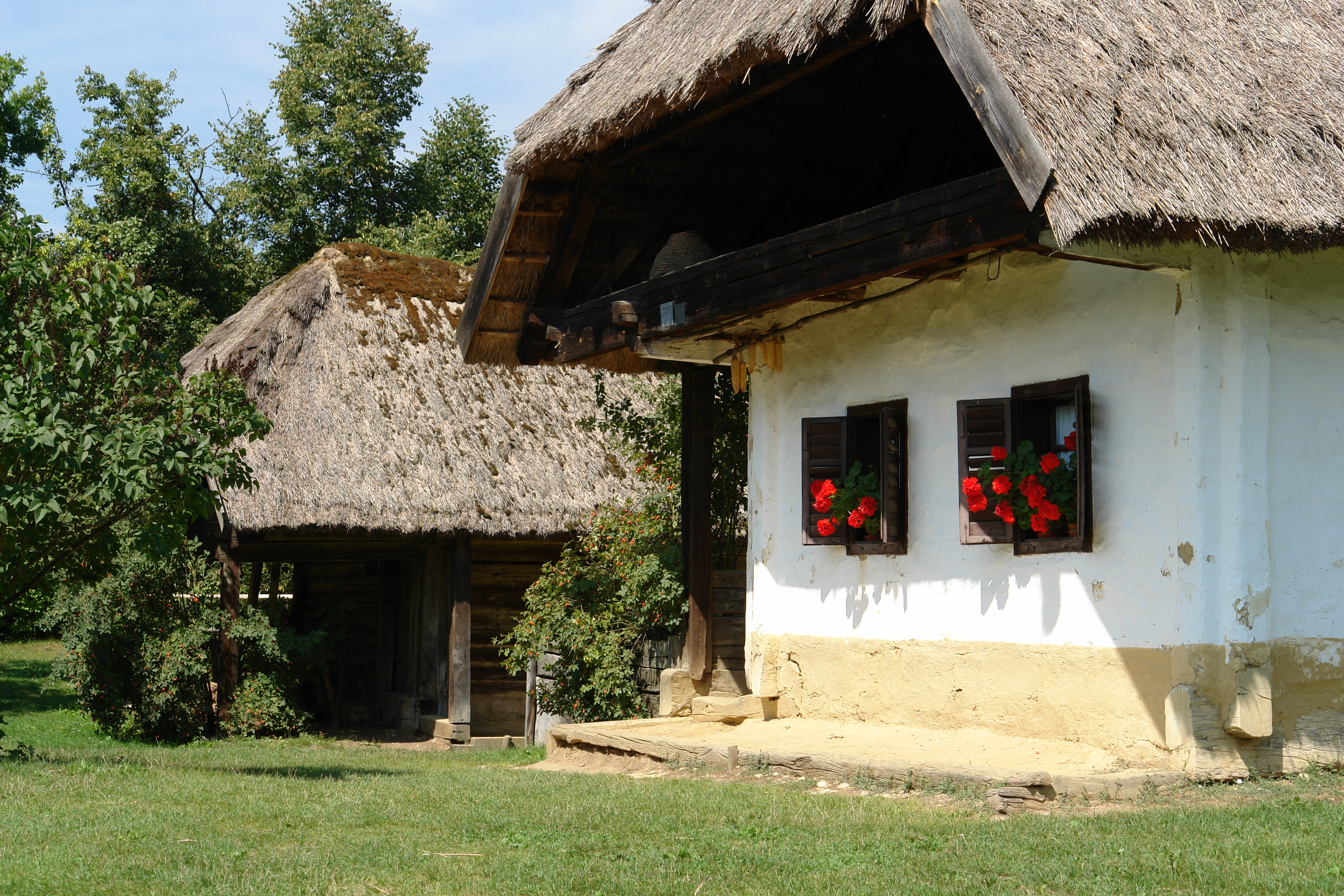
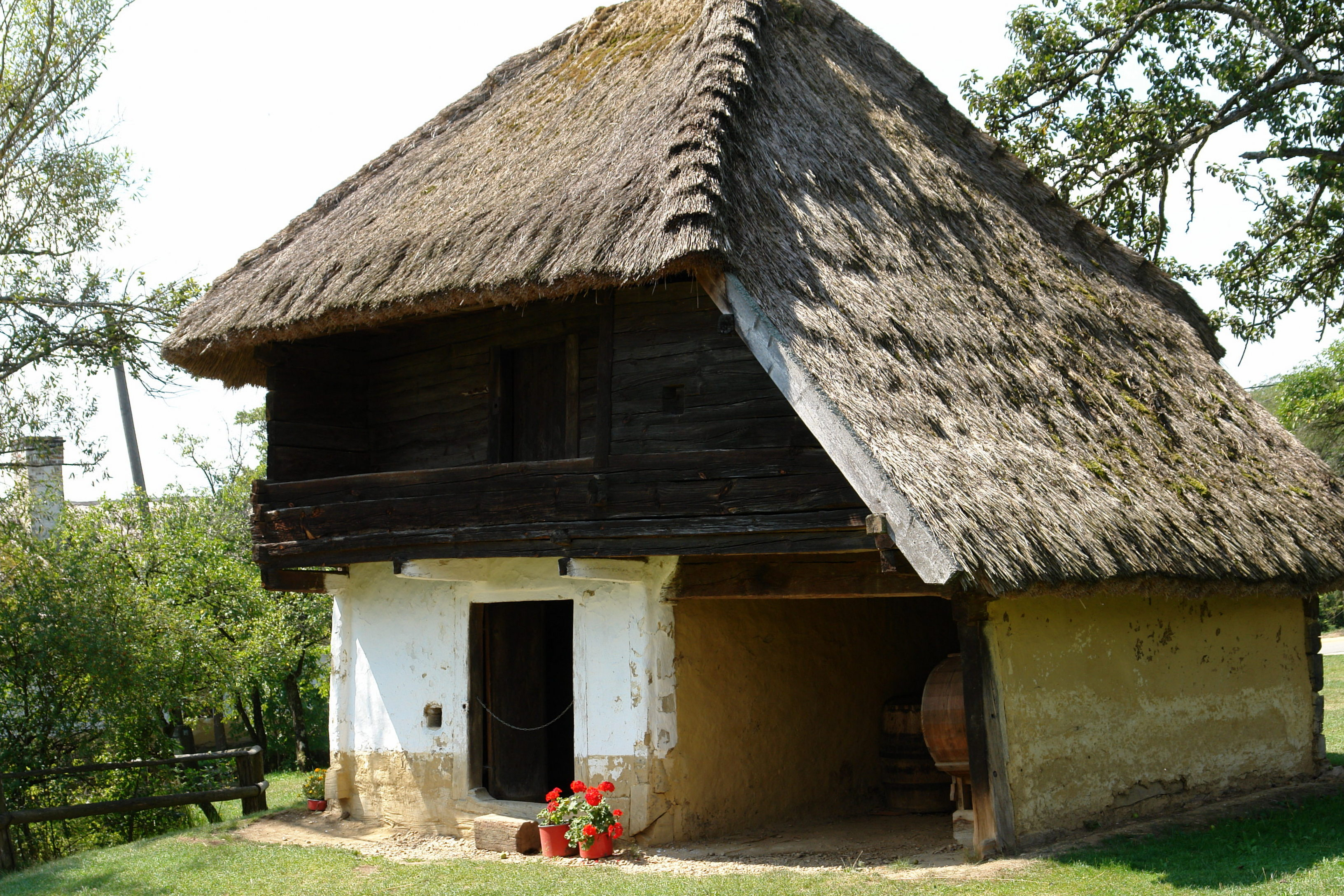
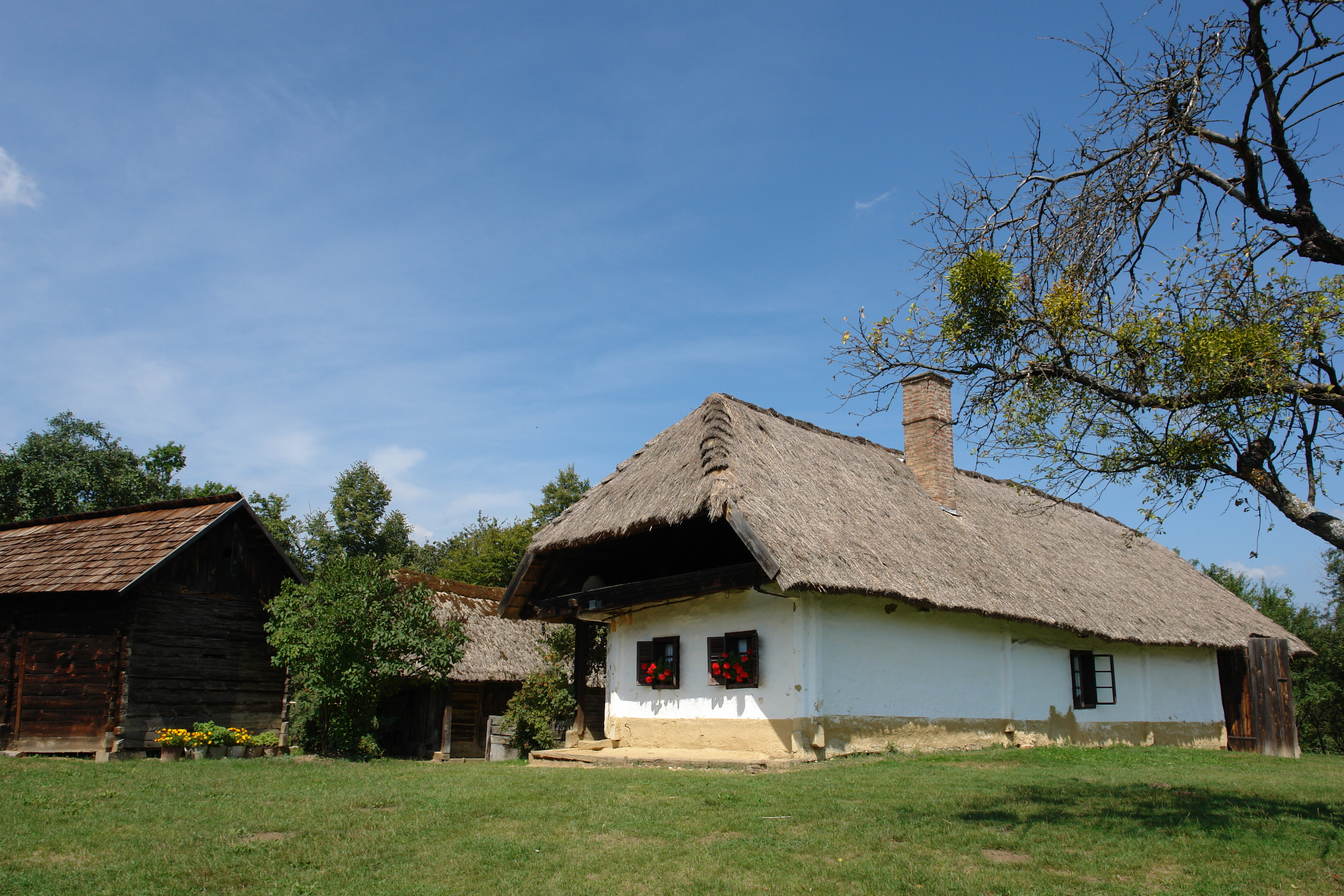

## Lásd még
- Szeres település